# 中小企業振興条例
中小企業振興条例（ちゅうしょうきぎょうしんこうじょうれい）とは地方自治体の条例。

## 概要
地方自治体の中小企業振興の理念を明示し、それに対応した施策の基本方向と地方自治体や中小企業、住民や大企業、大学等の役割を明記した理念条例である。このような条例が制定される前のかつての中小企業振興関係の多くの条例は特定の目的のために特定の事業者に対して補助金や融資を行ったり、地方税を免除したりするための根拠条例であった。
1979年に東京都墨田区で制定された墨田区中小企業振興基本条例が理念型の中小企業振興条例としては初めてである。都道府県レベルでは2002年に埼玉県で制定された埼玉県中小企業振興基本条例が初めてである。
2013年時点で68自治体で制定されている。